# Traje de sirvienta

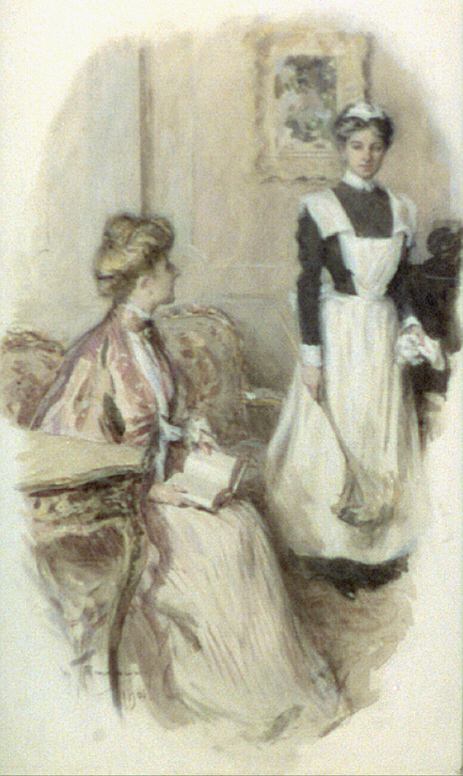
Sirvienta en una imagen de 1906.

El traje de sirvienta se refiere al uniforme de trabajo de las sirvientas. Este tipo de uniformes, en sus formas actuales, apareció en Inglaterra a finales del siglo XIX.

## Características
En la actualidad, el traje de sirvienta tiene como modelo básico al vestido de color negro o azul oscuro de una pieza, combinado con un delantal de color blanco y con chorreras, y también combinado con una banda Katyusha de color blanco con chorreras. Realmente, este tipo es similar al modelo surgido en Inglaterra a finales del siglo XIX.
Dentro del diseño se resaltan los siguientes elementos:
- Delantal: es el elemento más destacado del uniforme, se pone siempre al frente amarrándoselo en la parte trasera. Por lo general son de una talla grande y se extienden hasta la altura de las faldas;
- Katyusha: es el lazo que se usa en la cabeza, y tiene como función amarrar de manera vistosa el cabello;
- Vestido: se refiere a la indumentaria principal. Existen varios modelos, pero se resaltan dos: 
  - Victoriano: es un vestido largo, simple y con poca decoración;
  - Francés (french maid): este diseño es más ligero, de manga corta y el largo de la falda es mucho menor, similar a la de una minifalda. Este modelo es muy apreciado por los fetichistas y es el modelo más conocido en el manga y anime japonés; también este modelo es utilizado como un cosplay.